# Plaine d'Oiron-Thénezay
Plaine d'Oiron-Thénezay este o arie protejată (arie de protecție specială avifaunistică — SPA) din Franța întinsă pe o suprafață de 15.580 ha, integral pe uscat.

## Localizare
Centrul sitului Plaine d'Oiron-Thénezay este situat la coordonatele 46°51′25″N 0°03′38″W / 46.85694°N 0.06056°V.

## Înființare
Situl Plaine d'Oiron-Thénezay a fost declarat arie de protecție specială avifaunistică în baza directivei 79/409 din 1979 referitoare la conservarea păsărilor sălbatice pentru a proteja 19 specii de animale.

## Biodiversitate
Situată în ecoregiunea atlantică, aria protejată nu include niciun habitat protejat.
La baza desemnării sitului se află mai multe specii protejate de  păsări (19): pescăruș albastru (Alcedo atthis), fâsă-de-câmp (Anthus campestris), ciuf de câmp (Asio flammeus), pasărea ogorului (Burhinus oedicnemus), Charadrius morinellus, barză albă (Ciconia ciconia), șerpar (Circaetus gallicus), erete de stuf (Circus aeruginosus), erete vânăt (Circus cyaneus), erete cenușiu (Circus pygargus), presură de grădină (Emberiza hortulana), șoim de iarnă (Falco columbarius), șoim călător (Falco peregrinus), sfrâncioc roșiatic (Lanius collurio), gaia neagră (Milvus migrans), bătăuș (Philomachus pugnax), ploier auriu (Pluvialis apricaria), spârcaci (Tetrax tetrax), nagâț (Vanellus vanellus).
Pe lângă speciile protejate, pe teritoriul sitului au mai fost identificate 11 specii de păsări.